# 艦船模型

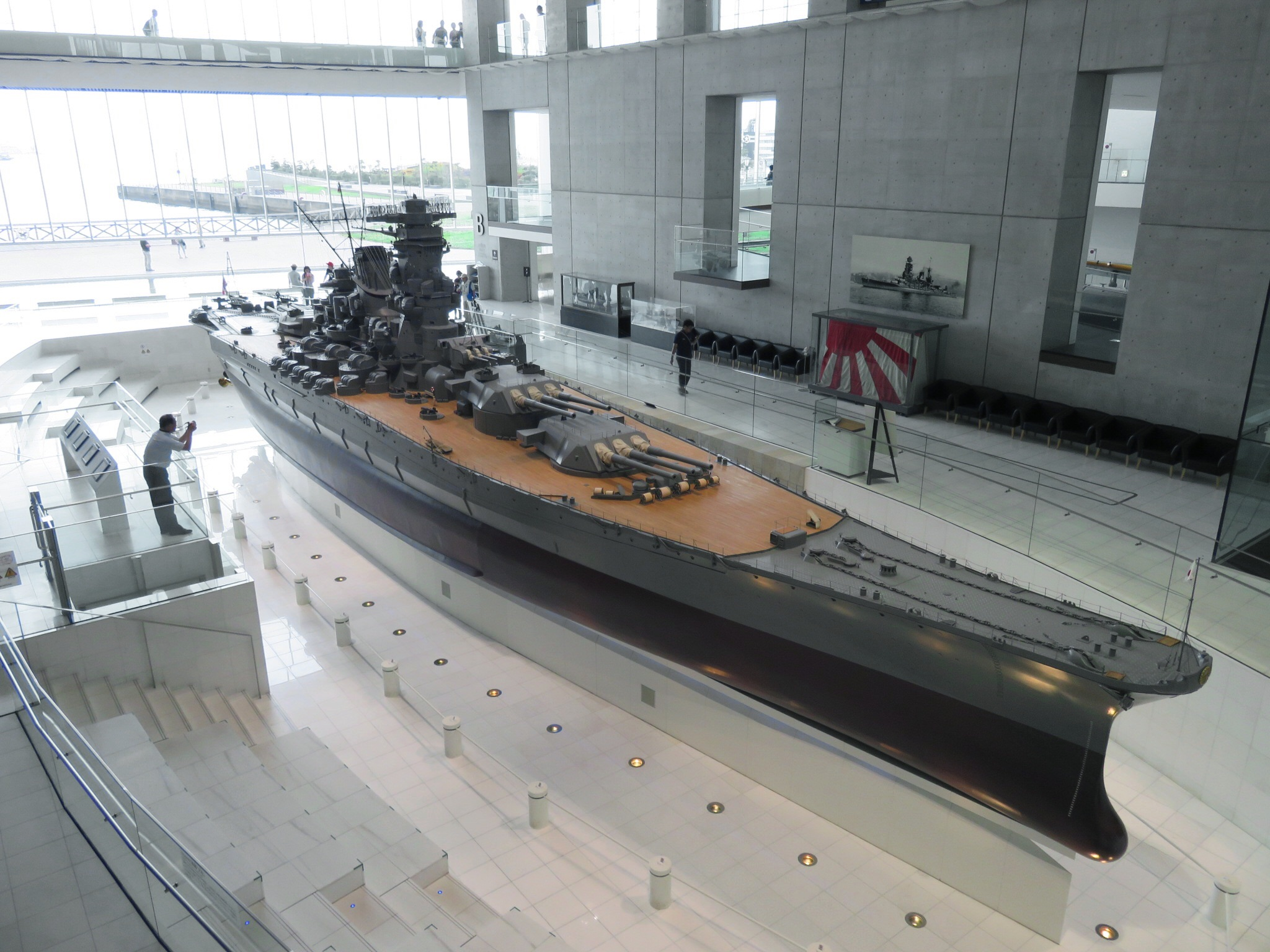
呉市海事歴史科学館の大和の模型

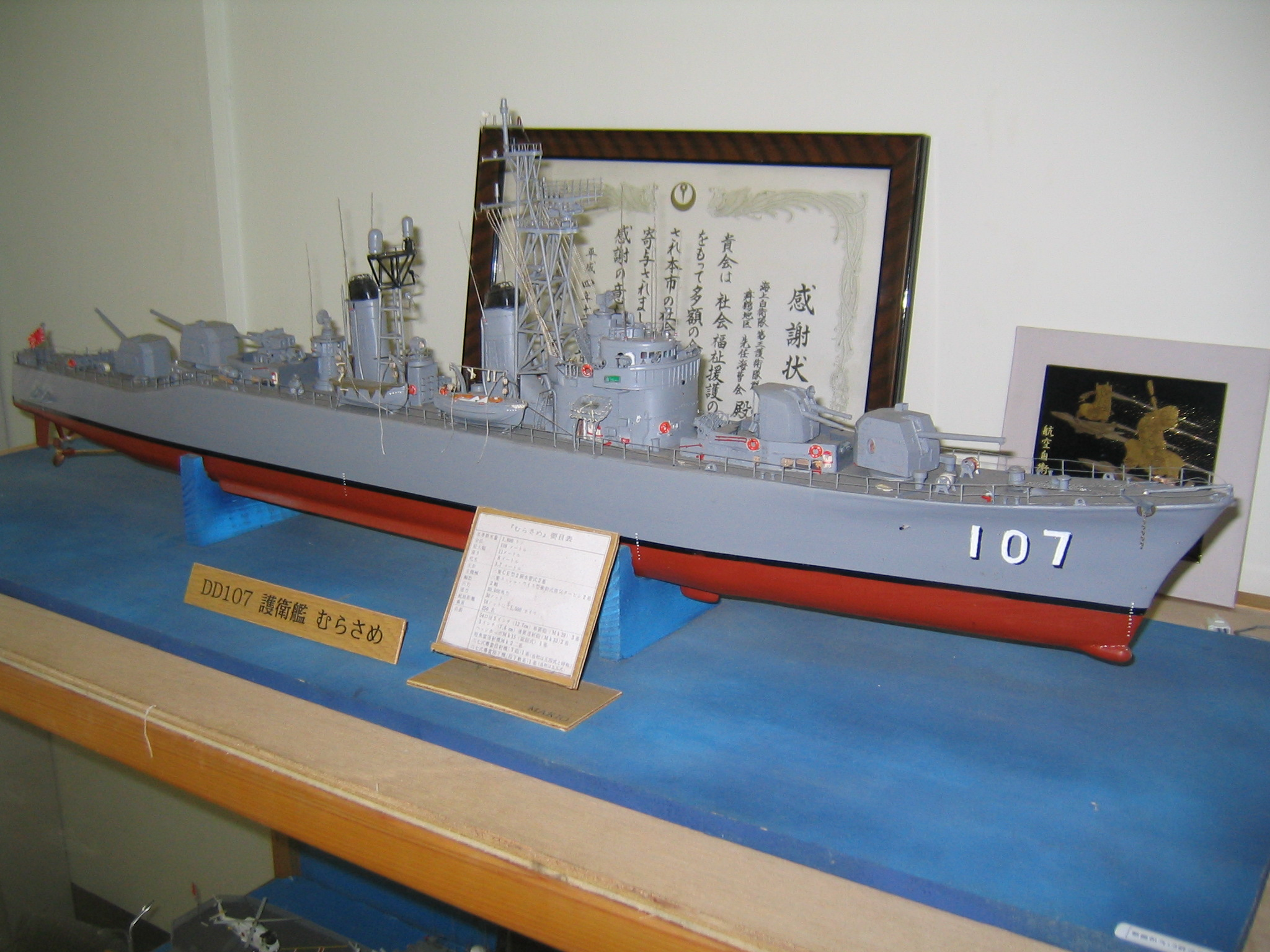
むらさめの模型

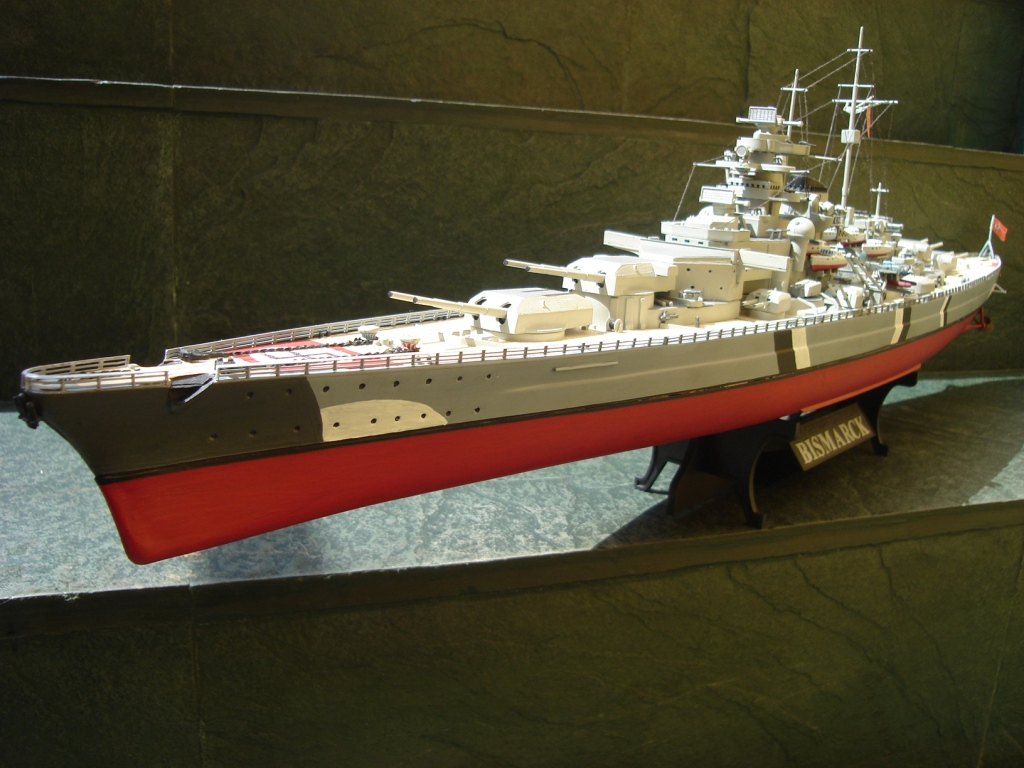
ビスマルクの模型

艦船模型（かんせんもけい）は、造船会社等で艦船の建造時に兵装を検討したり、水槽で実験するため製造されたり、愛好家によって製作される実際に海上を航海した、もしくは歴史上存在した艦船の縮小再現模型である。完成品と組み立てキットが存在する。
愛好家の間では『船舶模型』と『艦船模型』は有意な使い分けがなされており、前者は艦船模型も含むが主に民間船舶を指し、後者は軍艦の模型を指す。

## 概要
古くから模型を使用して実物の艦船の建造前に兵装や工程を検討する事が行われてきた。
現在ではデジタルモックアップの導入などで出番は減りつつある。
趣味の分野では古くから愛好達が艦船模型を製作してきており、それらは各地の海事博物館等に展示される。近年は艦隊これくしょん -艦これ-や蒼き鋼のアルペジオ等の影響で売り上げが増えている。

## 素材
一般的には合成樹脂が使用されるが、ウッディジョーの大和やデアゴスティーニ・ジャパンの赤城のように木製のものもあり、さらに博物館に展示されるような模型には金属製のものもある。

## 代表的な縮尺
- 1/700 - ウォーターラインシリーズ、シーウェイモデルシリーズ
- 1/350 - 今井科学、田宮模型や国内外の各社から販売される
- 1/200 - 日本模型から販売される。

## 主なキットメーカー
- 日本：タミヤ、ハセガワ、フジミ模型、青島文化教材社、ピットロード、ファインモールド、マルサン商店、日本模型、小西製作所、ウッディジョー、籾山艦船模型製作所
- ドイツ：ドイツレベル
- イタリア：イタレリ
- イギリス：エアフィックス、マッチボックス
- アメリカ：モノグラム、レベル
- 香港：ドラゴンモデルズ
- 中国：トランペッター
- 韓国：アカデミー科学

## 文献
- ネイビーヤード
- 艦船模型スペシャル